# أدريان ويبستر
أدريان ويبستر (بالإنجليزية: Adrian Webster)‏ هو لاعب كرة قدم نيوزيلندي في مركز الوسط، ولد في 10 أكتوبر 1980 في هاستينجس في نيوزيلندا. شارك مع منتخب نيوزيلندا لكرة القدم. أما مع النوادي، فقد لعب مع تشارلتون أثلتيك ودارلينجتون إف سى وكولتشستر يونايتد وكووبيون بالوسيورا وميبا ونادي برث غلوري ونادي بلاكتاون سيتي ونادي مارغيت ونادي ووركينغتون.